# 紀勝雄
紀 勝雄（き の かつお）は、奈良時代の貴族。名は堅魚とも記される。官位は従五位下・左少弁。

## 経歴
天平宝字6年（762年）文部少丞の官職にあった際、私願により法華経一部を書写するために、東大寺に対して写経生の借用を依頼している。
光仁朝の宝亀2年（771年）従五位下に叙爵する。近江介を経て、宝亀5年（774年）左少弁に任ぜられた。

## 官歴
注記のないものは『続日本紀』による。
- 天平宝字6年（762年） 2月4日：見文部少丞
- 時期不詳：正六位上
- 宝亀2年（771年） 4月26日：従五位下
- 時期不詳：近江介
- 宝亀5年（774年） 3月5日：左少弁、近江介如故